# Крајпуташ Милићу Матићу у Трудељу
 Крајпуташ Милићу Матићу у Трудељу  (Општина Горњи Милановац) налази се на раскрсници путева, у близини сеоског гробља. Подигнут је у спомен Милићу Матићу из Трудеља који је погинуо у Гостивару 6. августа 1914. године.

## Опис споменика
Крајпуташ припада типу капаша. Исклесан је од сивог пешчара. Димензије стуба износе 115х36х20 cm, а капе 50х35х15 cm. У релативно добром је стању, прекривен жутим лишајем.
На лицу споменика плитко је урезан крст, испод кога је натпис. Полеђина споменика је празна. На десном боку, целом висином урезан је приказ умноженог крста. На левом боку је приказана пушка.

## Епитаф
У правоугаоном раму плитко је урезан текст епитафа:
МИЛИЋ МАТИЋ
ЖИВИ 35 ГОД
ПОГИБЕ
6. АВГУСТА 1914 ГОД
НА ГОСТИВАРУ
АУСТРОУГАРСКОГ РАТА
СПОМЕН ДИЖЕ МУ
ЖЕНА МИЉКА
И СИНОВЦИ